# Gorkovec
Gorkovec is een plaats in de gemeente Klanjec in de Kroatische provincie Krapina-Zagorje. De plaats telt 27 inwoners (2001).